# Quince de Agosto
Quince de Agosto är en ort i Mexiko.   Den ligger i kommunen Huitiupán och delstaten Chiapas, i den sydöstra delen av landet, 700 km öster om huvudstaden Mexico City. Quince de Agosto ligger 370 meter över havet och antalet invånare är 140.
Terrängen runt Quince de Agosto är kuperad åt sydväst, men åt nordost är den bergig. Runt Quince de Agosto är det ganska tätbefolkat, med 104 invånare per kvadratkilometer. Närmaste större samhälle är Simojovel de Allende, 4,0 km sydväst om Quince de Agosto. Omgivningarna runt Quince de Agosto är en mosaik av jordbruksmark och naturlig växtlighet.